# Victoria Kielland
Victoria Kielland (Fredrikstad, 18 marzo 1985) è una scrittrice norvegese.

## Biografia
Victoria Kielland è nata a Fredrikstad, in Norvegia, nel 1985. Ha studiato presso l'Università di Copenaghen in Danimarca, vive a Oslo ed è una delle fondatrici del collettivo di scrittori A.K.R.O.N.Y.M.

## Opere
- (NO) Victoria Kielland, I lyngen : prosa, Oslo, Kolon, 2013, OCLC 870202855.
- (NO) Victoria Kielland, Dammyr, Oslo, No comprendo Press, 2016, OCLC 1028459328.
- (NO) Victoria Kielland, Utøveren, Oslo, Verk produksjoner og Uten tittel, 2018, OCLC 1369732878.
- Victoria Kielland, I miei uomini, traduzione di Andrea Romanzi, Palermo, Sellerio, 2024, ISBN 9788838946554, OCLC 1430740025.

## Premi e riconoscimenti
Nel 2017 col suo Dammyr ha vinto il Prisvinnere Bokhandelens forfatterstipend.
Per il suo I miei uomini è risultata vncitrice del premio Stig Sæterbakken Memorial Award nel 2021, del premio Dobloug nel 2022, del premio New York Times Best Crime Book nel 2023 e del premio Wall Street Journal Best Mystery Book nel 2023. Col Premio Thorleif Dahl, rivevuto nel 2022, è stata la più giovane vincitrice in assoluto.